# Augustus FitzRoy (1735-1811)
Augustus Henry FitzRoy, 3e hertog van Grafton (28 september 1735 – Euston Hall, Suffolk, 14 maart 1811) was een Brits Whig-politicus en eerste minister van Groot-Brittannië.

## Levensloop
Na de vroegtijdige dood van zijn vader en oom werd Augustus FitzRoy de enige erfgenaam van zijn grootvader, de tweede hertog van Grafton en kamerheer van koning George II. Zijn grootvader had een goede band met Whig-kopstuk Thomas Pelham-Holles, de hertog van Newcastle, waardoor hij als Whig werd opgevoed.
Hij studeerde tussen 1751 en 1753 aan de Hackney School en aan het Peterhouse in Cambridge, waarna hij door Europa reisde. In januari 1756 huwde hij de welvarende erfgename Anne Liddell, met wie hij drie kinderen kreeg. Het huwelijk was echter niet gelukkig en de twee gingen in 1764 uit elkaar. De officiële scheiding werd in 1769 via een Act of Parliament toegekend. In 1769 trad hij opnieuw in het huwelijk met Elizabeth Wrottesley, met wie hij negen kinderen kreeg.
In november 1756 werd hij kamerheer van de toekomstige George III, toen nog prins van Wales. Hetzelfde jaar werd hij voor Boroughbridge verkozen in het House of Commons, maar zetelde er slechts tot mei 1757. In deze maand overleed zijn grootvader, waarna FitzRoy hertog van Grafton werd en bijgevolg tot aan zijn dood lid werd van het House of Lords. Hij volgde zijn grootvader tevens op als militair gouverneur van Suffolk, wat hij was van 1757 tot 1763 en van 1769 tot 1790.
Tijdens de Zevenjarige Oorlog was Grafton net als Newcastle in 1762 een tegenstander van de vredespolitiek van premier John Stuart, graaf van Bute, en verloor hierdoor zijn post van militair gouverneur. Grafton, die een bewonderaar van William Pitt de Oudere was, correspondeerde tijdens deze oorlog vaak met hem en na het einde van de Zevenjarige Oorlog bouwde hij contacten op met andere belangrijke politici.
In de lente van 1765 ontsloeg koning George III premier Grenville. Op advies van zijn oom Willem van Cumberland vroeg de koning aan Newcastle, Pitt, burggraaf Temple en de markies van Rockingham om een alternatief te vinden. Ook Grafton werd geconsulteerd, omdat hij steeds belangrijker werd in de Britse politiek. Rockingham vormde een nieuwe regering en vroeg aan Pitt om minister van het Noordelijke Departement (een soort ministerie van Buitenlandse Zaken) te worden, wat die echter weigerde. Vervolgens vroeg hij aan Grafton om deze ministerfunctie op te nemen. Omdat Grafton zo de contacten met Pitt kon bewaren, aanvaardde hij de functie. Hij hoopte ook dat Rockingham grote inspanningen zou doen om Pitt een belangrijke rol te laten spelen, maar toen bleek dat dit niet gebeurde verliet hij in mei 1766 de regering.
Enkele maanden later viel de regering-Rockingham, waarna Pitt de nieuwe premier werd. Pitt, die kort daarvoor in de adel was opgenomen, verkoos om dit te combineren met de functie Lord Privy Seal. Hierdoor moest er een nieuwe minister van Financiën gevonden worden omdat het daarvoor de gewoonte was dat de premier tegelijkertijd minister van Financiën was. Nadat burggraaf Temple deze functie weigerde, werd Grafton minister van Financiën. In het begin stond hij nog sterk onder invloed van Pitt en vroeg vaak advies aan hem. Door zijn gezondheidsproblemen was het voor Pitt echter moeilijk om zijn regering goed te kunnen leiden. Nadat de koning Grafton in 1767 overtuigde om zelf meer verantwoordelijkheid te nemen, kwam hij los van de invloed van Pitt. Nadat Pitt in oktober 1768 ontslag nam als premier, volgde Grafton hem dan ook op als eerste minister.
Hij probeerde zijn positie te versterken door een alliantie op te bouwen met enkele oppositiegroepen en tegelijkertijd loyaal te blijven aan Pitts aanhangers, zoals de graaf van Shelburne. Zo werd de belangrijke oppositieleider Frederick North Chancellor of the Exchequer. Het zou echter moeilijk zijn om deze gemengde regering in toom te kunnen houden.
Onder zijn regering keerde John Wilkes, een journalist die problemen bezorgde aan eerdere regeringen door felle perscampagnes te voeren tegen Bute, de koning en andere ministers en het land was uitgezet om zo zijn publicaties te kunnen stoppen, terug naar Engeland. Wilkes raakte in 1768 verkozen in het House of Commons. De regering moest beslissen wat ze met Wilkes moesten doen en hoe ze moesten omgaan met de openbare wanorde die zijn kiescampagne had veroorzaakt. De oplossing die de regering uitdokterde, namelijk Wilkes' parlementszetel ontnemen en hem laten vervolgen voor majesteitsschennis, veroorzaakte echter grote publieke ontevredenheid. Ook beslisten ze om de belasting op thee die Chancellor of the Exchequer Charles Townshend in 1767 had ingevoerd te behouden. Dit veroorzaakte grote ontevredenheid in de Amerikaanse kolonies en zou uiteindelijk leiden tot de Amerikaanse Onafhankelijkheidsoorlog.
Nadat enkele ministers begin 1770 ontslag namen, besloot hij ontslag te nemen als premier. Grafton wou echter in functie blijven tot hij er zeker van was dat de koning Lord North overtuigd had om de nieuwe premier te worden. In het begin steunde hij premier North en was van 1771 tot 1775 Lord Privy Seal in zijn regering. In 1775 nam hij echter ontslag en trad toe tot de oppositie, omdat hij niet tevreden was met de Amerikaanse politiek van North. Van 1782 tot 1783 was hij onder de premiers Rockingham en Shelburne opnieuw Lord Privy Seal.
Na 1783 bleef hij geïnteresseerd in de politiek, maar bracht meer en meer tijd door met zijn tweede vrouw, op zijn landgoederen in Suffolk en het publiceren over theologische zaken. Van 1768 tot 1811 was hij ook kanselier van de Universiteit van Cambridge. In maart 1811 stierf hij.